# Gromada (powiat Biłgorajski)
Gromada is een plaats in het Poolse district  Biłgorajski, woiwodschap Lublin. De plaats maakt deel uit van de gemeente Biłgoraj en telt 941 inwoners.